# Dar Robinson
Pour les articles homonymes, voir Robinson.
Dar Robinson est un cascadeur et acteur américain né le 26 mars 1947 à Los Angeles, Californie (États-Unis), mort le 21 novembre 1986 à Page (Arizona).

## Biographie
Il s'est tué à la suite d'une chute de moto lors du tournage du film Million Dollar Mystery en 1986. L'Arme fatale sorti en 1987, lui est dédié. Il avait inventé le ralentisseur, ce qui lui permettait de sauter d'une grande hauteur sans airbag pour amortir la chute.

## Filmographie
- 1975 : Doc Savage: The Man of Bronze : Native
- 1976 : Kiss Me, Kill Me (TV) : Jimbo
- 1976 : Monsieur Saint-Ives (St. Ives) : Jimmy Peskoe
- 1977 : Les Naufragés du 747 (Airport '77) : Larry
- 1979 : H.O.T.S. : Patterson Man #2
- 1981 : Les Faucons de la nuit (Nighthawks) de Bruce Malmuth : ATAC Man
- 1983 : Starflight: The Plane That Couldn't Land (en) (TV) : Holt
- 1985 : Le Justicier de Miami (Stick) : Moke
- 1985 : Police fédérale, Los Angeles (To Live and Die in L.A.) : agent du FBI
- 1986 : Vamp : Security Guard
- 1987 : Cyclone : Rolf
- 1987 : L'Arme fatale

## Anecdotes
- Le film L'Arme fatale lui est dédié avec la mention : « This Picture is dedicaced to the memory of Dar Robinson one of the motion picture industry's greatest stuntmen » (« Ce film est dédié à Dar Robinson un des meilleurs cascadeurs de l'industrie du film »).

- Il existe un documentaire hommage : The Ultimate Stuntman: A Tribute to Dar Robinson (1987), qui réunit Chuck Norris, Clint Eastwood, Mel Gibson, Dustin Hoffman, Timothy Hutton, Steve McQueen, Burt Reynolds et Sylvester Stallone.

- Dar Robinson fut popularisé en France par l'émission de Jacques Martin Incroyable mais vrai !, qui diffusa de nombreuses séquences de ses cascades.